# Ferrovia suburbana di Istanbul
La ferrovia suburbana di Istanbul (in turco İstanbul Banliyösü), nota anche come linea Sirkeci-Halkalı (in turco Sirkeci-Halkalı hattı) e numerata come B1, è stata un'importante linea ferroviaria a Istanbul, in Turchia. Era gestita dalle Ferrovie Statali della Repubblica Turca (TCDD) ed era una delle due linee ferroviarie per pendolari esistenti a Istanbul (l'altra era la ferrovia suburbana di Haydarpaşa). Trasportando una media di 22.200 passeggeri al giorno, era la seconda ferrovia per pendolari più trafficata della Turchia, dopo la ferrovia suburbana di Haydarpaşa.
Essa è una linea storica, essendo sia la prima linea ferroviaria turca ad essere elettrificata che la prima ferrovia per pendolari in Turchia. Dalla sua apertura il 4 dicembre 1955, sulla linea correvano locomotori della serie E8000. Negli anni '70 è entrata in servizio la serie E14000 e nel 2010 è entrata in servizio la nuova serie E23000 costruita da EUROTEM. La linea è stata chiusa nel 2013 e tutti i binari sono stati rimossi per lavori di ristrutturazione e incorporazione nella nuova linea Marmaray, la cui tratta centrale era già entrata in funzione nel 2013 tra Ayrılıkçeşmesi e Kazlıçeşme.
Il capolinea orientale era la stazione di Sirkeci nel quartiere di Fatih nel centro storico della città. La linea correva lungo la costa della penisola di Eminönü, sotto lo storico Palazzo di Topkapı, e si dirigeva a ovest. Percorrendo la sponda sud europea di Istanbul, la linea attraversava diversi quartieri importanti, fino a curvare verso nord presso Soğuksu dirigendosi verso la Stazione di Halkalı.

## Storia

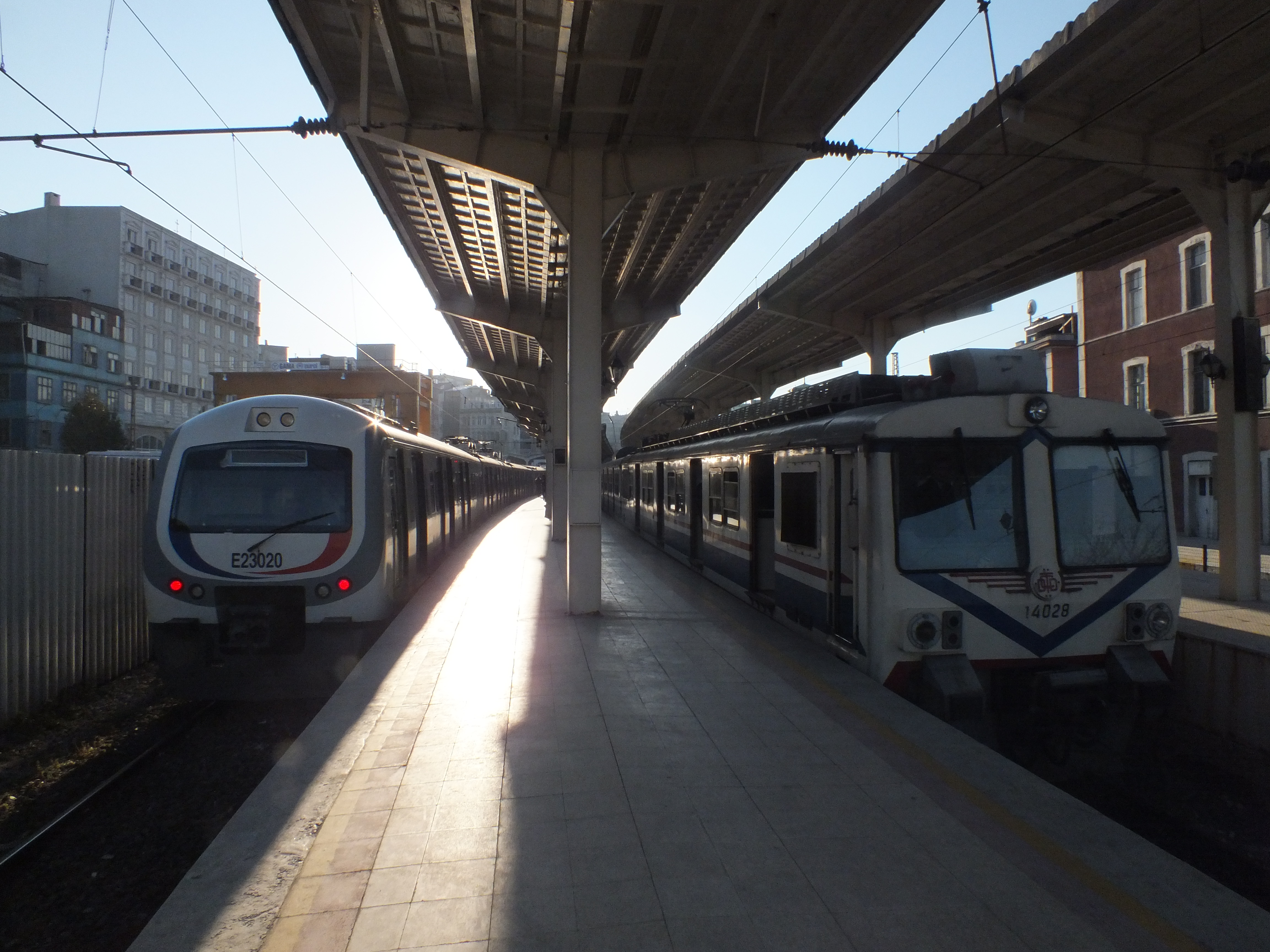
Seconda (a destra) e terza generazione di treni EMU a Sirkeci.

La linea fu originariamente costruita dalla Chemins de fer Orientaux (CO) nel 1872, come parte della loro linea principale Istanbul-Vienna. La ferrovia divenne attiva quando la linea raggiunse Edirne nel 1873. La CO fu assorbita dalle Ferrovie dello Stato turche (TCDD) nel 1937 e TCDD iniziò a gestire il servizio a vapore di pendolari sulla linea.
La linea è stata elettrificata a 25 kV AC nel 1955. La tecnologia di elettrificazione a 25 kV AC era piuttosto nuova all'epoca, dopo gli esperimenti del 1953 in Francia e ha reso TCDD all'avanguardia in un ambiente di periferia, in riva al mare.
Questa elettrificazione ha consentito frequenti corse per i pendolari con i convogli EMU E8000. TCDD ha inoltre preso in consegna tre locomotive elettriche E4000 per treni trainati. Negli anni '70 iniziarono ad apparire sulla linea nuove E14000 EMU e negli anni '90 le locomotive E4000 furono ritirate. I nuovi EMU E23000 sono stati messi in servizio il 19 settembre 2010. Con l'aggiunta dei nuovi EMU, gli E8000 sono stati finalmente ritirati.
Nel 2003, il progetto Marmaray ha avviato la costruzione di un tunnel sotto il Bosforo, nonché l'ammodernamento di questa linea. I piani sono stati finalizzati e la linea è stata chiusa il 19 giugno 2013 per almeno 2 anni. Parte di essa è stata però sostituita dalla linea metropolitana Marmaray: la stazione Kazlıçeşme è stata sostituita con una nuova stazione di superficie un po' più vicina al centro di Istanbul, la stazione Yenikapı è stata sostituita con una stazione della metropolitana e le stazioni Yedikule, Kocamustafapaşa, Kumkapı e Cankurtaran sono state chiuse. A Sirkeci è stata costruita una nuova stazione della metropolitana, da dove parte il tunnel sotto il Bosforo. La stazione di superficie di Sirkeci può essere l'ultima stazione dei futuri treni a lunga percorrenza. La riapertura del resto della linea, tra le stazioni Kazlıçeşme e Halkalı, prevista per il giugno 2015, è stata ritardata, ed è avvenuta il 12 marzo del 2019. Nel 2024 nel tratto fra Kazlıçeşme e Sirkeci della vecchia linea è entrata in funzione la linea di metropolitana leggera T6, che riutilizza uno dei due binari preesistenti e le vecchie stazioni opportunamente restaurate.